# Ataque a escolas em Aracruz
O ataque a escolas em Aracruz foi dois tiroteios em escolas que ocorreu em 25 de novembro de 2022, quando um adolescente cujo nome não identificado no momento, mas posteriormente identificado como Gabriel Rodrigues Castiglioni, invadiu duas escolas de Aracruz, Espírito Santo, e efetuou disparos de arma de fogo. Quatro vítimas morreram e ao menos doze ficaram feridas durante o atentado.. 

## Primeiro ataque
Por volta das 9h30, durante o intervalo da escola. O ex-estudante, Gabriel Rodrigues, de 16 anos, se dirigiu à Escola Estadual de Ensino Fundamental e Médio Primo Bitti, com roupas camufladas, chapéu, colete e uma máscara.
Quando Rodrigues chegou ao local, quebrou o cadeado do portão e conseguiu ter acesso ao local. Rodrigues entrou na sala dos professores, que é a sala mais próxima da entrada, e realizou disparos que atingiram 11 pessoas. Duas professoras morreram no local e outras nove ficaram feridas e foram socorridas. Uma das professoras atingidas, a professora de português, Aristênia Torres Mancini Martins, 51, gritou para Rodrigues parar de atirar, mas acabou sendo baleada diversas vezes pelo atirador no processo. Durante o tiroteio, o professor de geometria alertou sobre o tiroteio e ordenou que os estudantes fugissem pelas portas dos fundos da instituição.
Após os tiros, Rodrigues escapou da sala e fugiu da instituição, pegando o carro utilizado para ir até o local, um Renault Duster dourado. Durante o ataque, um dos professores da instituição, Luiz Carlos Simora Gomes, um professor de filosofia de 51 anos, relatou que chegou a se armar com uma vassoura para tentar conter o atirador, mas desistiu.

## Segundo ataque
Às 9h49, após o primeiro ataque, Rodrigues dirigiu-se a cerca de 1 quilômetro ao Centro Educacional Praia do Coqueiral (CEPC). Ao chegar no local, Rodrigues passou pelo pátio da instituição e parou em frente a uma das salas, antes de iniciar os disparos, antes de correr para a rampa.
O tiroteio fez com que os estudantes e funcionários da instituição fugissem e, em menos de um minuto, duas meninas e um menino, todos alunos da instituição, foram baleados por Rodrigues. Uma aluna de 12 anos foi atingida duas vezes, uma de 14, foi baleada uma vez na cabeça e um aluno de 11 anos foi atingido no abdômen. A aluna de 12 anos morreu no local. Enquanto o ataque ocorria, diversos alunos pularam do segundo andar para escaparem dos tiros.
Após os tiros, Rodrigues escapou da escola e fugiu com o mesmo carro. O ataque durou apenas 1 minuto, até 9h50.

## Fuga e captura do atirador
Após os dois ataques, Rodrigues utilizou seu carro para se dirigir a uma casa, localizada na orla do Coqueiral de Aracruz, a apenas quatro minutos de distância de uma das escolas atacadas. Após quatro horas dos ataques, às 14h, as autoridades investigaram e conseguiram localizar o atirador, por causa de seu carro, mesmo tendo a placa com adesivo, a casa de Rodrigues foi cercada pelas autoridades e mais tarde o adolescente foi apreendido, após confessar os atentados, Rodrigues não resistiu durante sua prisão. 
Ele entregou o uniforme que utilizou nos dois ataques. A identificação das autoridades foi feita por meio do cerco inteligente de segurança de Aracruz e com a atuação conjunta das equipes da Polícia Militar, da Polícia Civil e da Polícia Rodoviária Federal (PRF).

## Autor
Gabriel Rodrigues Castiglioni, um ex-estudante de 16 anos de uma das escolas, na época do crime, fazia acompanhamento psicológico e psiquiátrico, além de tomar remédios, Rodrigues relatou que havia sofrido bullying na escola e sido alvo de apelidos em 2019, mas o jovem planejou os atentados desde 2020 e foi identificado como um simpatizante de ideias nazistas, além de ter falado que agiu sozinho nos ataques.
Segundo o delegado, Rodrigues aproveitou a ausência dos pais para pegar as armas de fogo do pai, que é um tenente da polícia militar, além de manuseá-las, enquanto estava sozinho em casa. Rodrigues não tinha nenhum alvo e disparou aleatoriamente. Rodrigues era ex-aluno da Primo Bitti, mas foi transferido no mês de junho do mesmo ano com a ausência da mãe.
Após os ataques, Rodrigues colocou as armas de fogo utilizadas no crime em seus lugares, onde estavam antes. O atirador revelou ter lido trechos de um livro chamado 'Minha Luta', escrito por Adolf Hitler. O pai do atirador tinha compartilhado em uma rede social a imagem do livro Mein Kampf, escrito por Adolf Hitler, no qual descreve ideais antissemitas. A publicação foi apagada após o crime. O atirador também fora um assíduo admirador de outros atentados semelhantes e fizera parte de comunidades de true crime, consumindo este conteúdo.

## Vítimas
No ataque, 16 pessoas foram baleadas e levadas a diversos hospitais do estado, diversas vítimas ficaram em estado grave. Três pessoas foram declaradas mortas nos locais, uma quarta vítima morreu no dia seguinte e outros doze ficaram feridos, quatro em estado grave.

### As vítimas fatais do ataque foram:[15]
- Maria Penha Pereira de Melo Banhos, 48 anos, professora de alfabetização na Escola Estadual Primo Bitti[16]
- Selena Sagrillo Zuccoloto, 12 anos, aluna do Centro Educacional Praia de Coqueiral[17][18]
- Cybelle Passos Bezerra Lara, 45 anos, professora de matemática na Escola Estadual Primo Bitti[19]
- Flávia Amoss Merçon Leonardo, 38 anos, professora de sociologia na Escola Estadual Primo Bitti[20][21]

### As vítimas feridas:
Outras doze pessoas ficaram feridas e foram levadas a diversos hospitais após o ataque, a maioria das vítimas recebeu alta em menos de 1 semana. A última vítima baleada foi a estudante de 14 anos, Thais Pessotti da Silva, que foi atingida na cabeça e recebeu alta 122 dias após ser levada ao Hospital Infantil de Vitória. 

## Consequências
Após o ataque, o governo do Espírito Santo criou a sala de situação para acompanhar as consequências dos ataques às escolas de Aracruz, no dia 28. Na reunião, foi determinada a criação de uma sala de acolhimento, assistência e cuidados das vítimas, sobreviventes e familiares e o demais público envolvido nos ataques. Equipes de engenharia da pasta foram enviadas para as duas escolas para reparar os danos físicos na estrutura das escolas atacadas. 
A prefeitura de Aracruz suspendeu as aulas em quase 50 escolas. Já as escolas de Baixo Guandu suspenderam as aulas em decorrência dos atentados.  No dia 7 de dezembro, Rodrigues foi julgado pela Vara da Infância da Juventude e condenado a 3 anos de internação e sofrerá medidas socioeducativas. Também, o governo do Espírito Santo, a pedido de Alcântara Filho, vai indenizar as vítimas dos atentados, pelas reclamações da falta de assistência do poder público. O governo mandou para Assembleia Legislativa e tramita em regime de urgência o pedido de autorização do Executivo para abertura de crédito especial no valor de R$ 2.390.000 visando cobrir despesas com indenizações às vítimas.  A Comissão de Direitos Humanos da Assembleia Legislativa, juntamente com entidades da sociedade civil, como Movimentos dos Atingidos por Barragem (MAB) e o Coletivo de Mulheres Dona Astrogilda, realizam uma audiência pública às 10h, como resgate de memória das vítimas e luta por justiça.
Em junho de 2025, as vitimas se mobilizaram em um baixo-assinado. O documento também foi apresentado à comunidade de Coqueiral de Aracruz na Oficina de Artes, contra a liberdade do atirador e a responsabilização da negligência do pai do atirador.

## Outros atentados no estado e a influência dos ataques de Aracruz
Os ataques de Aracruz não foram os únicos ocorridos no estado:
- Na tarde do mesmo dia, um adolescente de 16 anos atacou quatro estudantes de forma aleatória com um estilete na Escola de 1º Grau Cleres Martins Moreira, no município de Colatina, também no Espírito Santo. O autor foi dominado por um estagiário e um professor.[29] O jovem é estudante da unidade de ensino e faz uso de medicamentos controlados devido a problemas mentais, segundo informado pela escola e pela família. Contudo, de acordo com a prefeitura, esse incidente não tem relação com o atentado de Aracruz. A administração municipal de Colatina suspendeu as aulas na rede de ensino por conta dos acontecimentos nesta cidade e em Aracruz.[30][31]

- Três meses antes dos atentados de Aracruz, um outro ataque ocorreu no estado, na EMEF Eber Louzada Zippinotti, em Vitória. O ex-estudante, Henrique Lira Trad, de 18 anos, invadiu a instituição com diversas armas, incluindo bestas, facas e bombas caseiras, e ameaçou estudantes e funcionários. Algumas pessoas ficaram feridas no ataque e o agressor foi contido e preso. O agressor era inspirado pelo Massacre de Suzano.[32]

- Os ataques de Aracruz inspiraram um jovem de 14 anos, de Ubá, a tentar cometer um atentado na Escola Estadual Coronel Camilo Soares. O jovem entrou na unidade com um martelo e um machado, mas ninguém saiu ferido e o jovem foi detido.[33][34]

## Reações
O presidente do Brasil da época, Luiz Inácio Lula da Silva, se manifestou após os ataques e escreveu nas redes sociais: "Com tristeza soube do ataque às escolas de Aracruz, Espírito Santo. Minha solidariedade aos familiares das vítimas dessa tragédia absurda. E meu apoio ao governador Casagrande na apuração do caso e amparo para as comunidades das duas escolas atingidas".
O governador do Espírito Santo, Renato Casagrande, também comentou sobre o ataque e manifestou: "Com sentimento de pesar e muita tristeza, estou acompanhando de perto a apuração da invasão nas Escolas Primo Bitti e Darwin, em Aracruz. Todas as nossas forças de segurança estão empenhadas. Determinei o deslocamento dos Sec. de Segurança e Educação para acompanhar os trabalhos".